# Apócrifos bíblicos

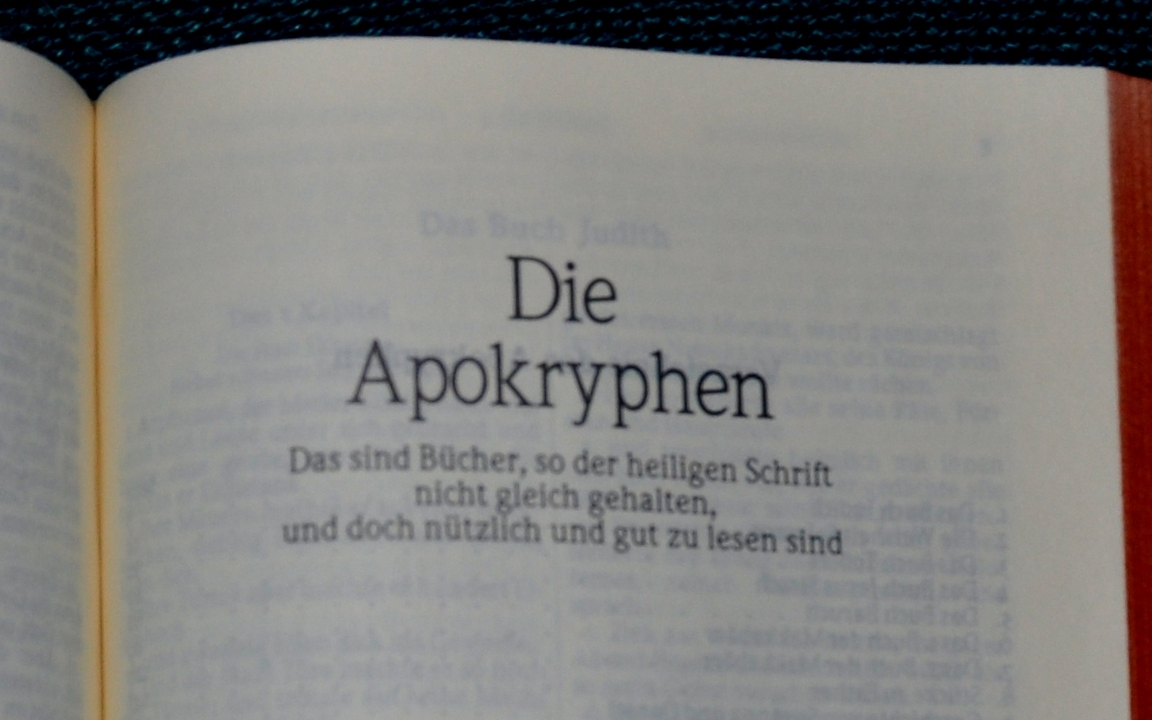
Las copias de la Biblia de Lutero incluyen los libros intertestamentarios entre el Antiguo Testamento y el Nuevo Testamento; se denominan "apócrifos" en las confesiones cristianas que tienen su origen en la Reforma.

El apócrifo bíblico (en griego ἀπόκρυφος}} (ἀπόκρυφος) denota la colección de apócrifos, libros antiguos que se cree que fueron escritos en algún momento entre 200 AC y AD 400. Las Iglesias católica, Ortodoxa y las Ortodoxas orientales incluyen algunos o todos los mismos textos en su versión del Antiguo Testamento, y los católicos los denominan libros deuterocanónicos. Las Biblias protestantes tradicionales de 80 libros incluyen catorce libros en una sección intertestamentaria entre el Antiguo Testamento y el Nuevo Testamento llamada Apócrifos, considerándolos útiles para la instrucción, pero no canónicos. Hasta la fecha, los apócrifos están "incluidos en los leccionarios de las iglesias anglicana y luterana". Los anabaptistas utilizan la Biblia de Lutero, que contiene los Apócrifos como libros intertestamentarios; las ceremonias de boda amish incluyen "la narración del matrimonio de Tobías y Sara en los Apócrifos". Además, el Leccionario Común Revisado, utilizado por la mayoría de los protestantes, incluidos metodistas y moravos, incluye lecturas de los apócrifos en el calendario litúrgico, aunque se ofrecen lecciones alternativas de las escrituras del Antiguo Testamento.
Aunque el término apócrifo se utilizaba desde el siglo V, fue en la Biblia de Lutero de 1534 cuando los apócrifos se publicaron por primera vez como una sección intertestamentaria separada. El prefacio a los Apócrifos en la Biblia de Ginebra afirmaba que si bien estos libros "no fueron recibidos por un consentimiento común para ser leídos y expuestos públicamente en la Iglesia", y no servían "para probar ningún punto de la religión cristiana salvo en la medida en que tenían el consentimiento de las otras escrituras llamadas canónicas para confirmar lo mismo", no obstante, "como libros procedentes de hombres piadosos fueron recibidos para ser leídos para el avance y la promoción del conocimiento de la historia y para la instrucción de las costumbres piadosas. " Más tarde, durante la Guerra Civil Inglesa, la Confesión de Westminster de 1647 excluyó los apócrifos del canon y no hizo ninguna recomendación de los apócrifos por encima de "otros escritos humanos", y esta actitud hacia los apócrifos está representada por la decisión de la British and Foreign Bible Society a principios del siglo XIX de no imprimirlos. Hoy en día, "las Biblias inglesas con los apócrifos vuelven a ser más populares" y a menudo se imprimen como libros intertestamentarios.
Muchos de estos textos son considerados canónicos libros del Antiguo Testamento por la Iglesia católica, afirmados por el Concilio de Roma (382 d. C.) y reafirmados posteriormente por el Concilio de Trento (1545-63); y por la Iglesia ortodoxa oriental que se denominan anagignoskomena por el Sínodo de Jerusalén (1672). La Comunión Anglicana acepta "los apócrifos para la instrucción en la vida y las costumbres, pero no para el establecimiento de la doctrina (Artículo VI de los Treinta y Nueve Artículos)", y muchas "lecturas del leccionario en el Libro de Oración Común están tomadas de los Apócrifos", siendo estas lecciones "leídas de la misma manera que las del Antiguo Testamento". El primer libro litúrgico metodista, El servicio dominical de los metodistas, emplea versículos del Apócrifo, como en la liturgia eucarística. Los apócrifos protestantes contienen tres libros (1 Esdras, 2 Esdras y la Oración de Manasés) que son aceptados por muchas Iglesias Ortodoxas Orientales y Orientales como canónicos, pero son considerados como no canónicos por la Iglesia Católica y por lo tanto no se incluyen en las Biblias Católicas modernas.

## referencias
1. ↑  Zeolla, Gary F. (2014). Traducción Literal Analítica del Antiguo Testamento (Septuaginta). Morrisville, Carolina del Norte: Lulu Press, Inc.
2. ↑  International Standard Bible Encyclopedia Online. «Apócrifos». internationalstandardbible.com. Wm. B. Eerdmans Publishing Co. Consultado el 7 de octubre de 2019.
3. ↑  Gleason L. Jr., Archer (1974). A Survey of Old Testament Introduction. Chicago, IL: Moody Press. p. 68. ISBN 9780802484468.
4. ↑  Beckwith, Roger T. (2008). El Canon del Antiguo Testamento de la Iglesia del Nuevo Testamento. Eugene, Oregon: Wipf and Stock Publishers. pp. 382, 383.
5. ↑  Mulder, M. J. (1988). Mikra : texto, traducción, lectura e interpretación de la Biblia hebrea en el judaísmo antiguo y el cristianismo primitivo. Phil.: Van Gorcum. p. 81. ISBN 978-0800606046.
6. ↑  Véase la English Standard Version with the Apocrypha, la New Oxford Annotated Bible with Apocrypha, 3rd Revised and Expanded Edition: Revised Standard Version, y la New Oxford Annotated Bible with Apocrypha, 4th Expanded Edition: New Revised Standard Version
7. ↑  Vida cuáquera, Volumen 11. Friends United Press. 1970. p. 141. «Aunque no se colocaron en el mismo nivel que los libros canónicos , todavía eran útiles para la instrucción .... Estos -y otros que suman catorce o quince en total- son los libros conocidos como los apócrifos.»
8. 1 2  Ewert, David (11 de mayo de 2010). Una introducción general a la Biblia: From Ancient Tablets to Modern Translations. Zondervan. p. 104. ISBN 9780310872436. «Las Biblias inglesas siguieron el modelo de las de los reformadores continentales al separar los apócrifos del resto del Antiguo Testamento. Coverdale (1535) los llamó "Apócrifos". Todas las Biblias inglesas anteriores a 1629 contenían los Apócrifos. La Biblia de Mateo (1537), la Gran Biblia (1539), la Biblia de Ginebra (1560), la Biblia del Obispo (1568) y la Biblia King James (1611) contenían los apócrifos. Sin embargo, poco después de la publicación de la KJV, las Biblias inglesas empezaron a eliminar los apócrifos y, finalmente, desaparecieron por completo. La primera Biblia inglesa que se imprimió en América (1782-83) carecía de los apócrifos. En 1826, la Sociedad Bíblica Británica y Extranjera decidió dejar de imprimirlos. Hoy en día la tendencia es la contraria, y las Biblias inglesas con los apócrifos vuelven a ser más populares.»
9. ↑  Wells, Preston B. (1911). La historia de la Biblia inglesa. Pentecostal Publishing Company. p. 41. «Catorce libros y partes de libros son considerados apócrifos por los protestantes. Tres de ellos son reconocidos por los católicos romanos también como apócrifos.»
10. ↑  Bruce, F.F. "The Canon of Scripture". IVP Academic, 2010, Location 1478-86 (Kindle Edition).
11. ↑  Lecturas de los Apócrifos. Forward Movement Publications. 1981. p. 5.
12. ↑  Wesner, Erik J. com/bible/#apocrypha «La Biblia» (en inglés). Amish America. Consultado el 23 de mayo de 2021.
13. ↑  «El Leccionario Común Revisado». Consulta sobre Textos Comunes. 1992. Archivado desde el original el 1 de julio de 2015. Consultado el 19 de agosto de 2015. «En todos los lugares donde se enumera una lectura de los libros deuterocanónicos (Los Apócrifos), también se ha proporcionado una lectura alternativa de las Escrituras canónicas.»
14. ↑  Biblia de Ginebra, 1560. Prefacio completo disponible en línea: http://www.bible-researcher.com/canon2. html
15. ↑  "Los libros comúnmente llamados apócrifos, no siendo de inspiración divina, no son parte del canon de la Escritura; y por lo tanto no son de ninguna autoridad en la Iglesia de Dios, ni deben ser aprobados o utilizados de otra manera que otros escritos humanos. " Para más detalles véase Development of the Old Testament canon#Church of England.
16. ↑  Ewert, David (11 de mayo de 2010). Una introducción general a la Biblia: ¡De las antiguas tablillas a las traducciones modernas. Zondervan. p. 104. ISBN 9780310872436.<! --|access-date=19 agosto 2015-->
17. ↑  Thomas, Owen C.; Wondra, Ellen K. ¡ (1 de julio de 2002). Introducción a la teología, 3ª edición. Church Publishing, Inc. p. 56. ISBN 9780819218971.<! --|access-date=19 agosto 2015-->
18. ↑  John Wesley (1825). El servicio dominical de los metodistas; con otros servicios ocasionales. J. Kershaw. p. 136.
19. ↑  Henze, Matthias; Boccaccini, Gabriele (20 de noviembre de 2013). Cuarto Esdras y Segundo Baruc: Reconstrucción después de la caída. Brill. p. 383. ISBN 9789004258815. «No está claro por qué 3 y 4 Esdras (llamados 1 y 2 Esdras en la NRSV Apocrypha) son empujados al frente de la lista, pero el motivo puede haber sido distinguir los apócrifos anglicanos del canon católico romano afirmado en la cuarta sesión del Concilio de Trento en 1546, que incluía todos los libros de la lista de apócrifos anglicanos "excepto" 3 y 4 Esdras y la Oración de Manasés. Estos tres textos fueron designados en Trento como apócrifos y más tarde incluidos en un apéndice de la Vulgata Clementina, publicada por primera vez en 1592 (y el texto estándar de la Vulgata hasta el Vaticano II).»

- Datos: Q170207
- Multimedia: Biblical apocrypha / Q170207